# ناجيكانيزسا
ناجيكانيزسا  (بالكرواتية: Kan(j)iža, Velika Kan(j)iža) , (بالألمانية:  Großkirchen, Groß-Kanizsa) ,(بالسلوفينية: Velika Kaniža)‏, (بالتركية: Kanije)‏ هي مدينة متوسطة الحجم في مقاطعة زالا في جنوب غرب المجر.هي معروفة أيضا في المجرية باسم كانيزسا.
انها تقع غير بعيد من بحيرة بالاتون في نقطة التقاء خمسة طرق. لقرون كانت البلدة همزة وصل.
السلع من سلوفينيا كان يتم نقلها إلى غراتس عبر ناجيكانيزسا، ولعبت البلدة دورا هاما في التجارة من البحر الأدرياتيكي إلى منطقة جبال الألب، وفيينا، و بودابست.

## التاريخ
تم الكشف عن أقدم أنقاض العصر الروماني في المدينة في عقود 1960 . وفي وقت لاحق، خلال العصور الوسطى، وأصبحت واحدة من أهم معاقل المملكة المجرية. كانت حصنها دورا هاما في خط الدرع الجنوبي من المجر، والحفاظ على كامل أوروبا الغربية في مأمن من الهجمات من الإمبراطورية العثمانية. الاسم كانيزسا هو من أصل سلافي (Knysa)،ويعني «الانتماء إلى الأمير». ويشير إلى أن المنطقة كانت ممتلكات أرستقراطية. ولكنها اشتهرت باسم قانيجة في المصادر العثمانية .
سيكتوار وكانيزسا كانتا أهم المعاقل في جنوب المجر. وفي عام 1600 قام الجيش التركي بفتح المدينة.وكانت هذه المدينة مركزا لإيالة عثمانية تشمل سناجق (سيكتوار، كوبان، فالبوفا، سيكلوس، ناداج، بيلتينسي) حتي 1690 عندما غزت المدينة من قِبل جيوش هابسبورغ.
في 1601، خلال حرب ملكية هابسبورغ والدولة العثمانية 1593-1606 ، بدأ الحصار يوم 9 سبتمبر وانتهي في 18 نوفمبر . قوات هابسبورغ كانت تحت قيادة فرديناند دوق النمسا، و تيرياكي حسن باشا كان يدافع عن القلعة. انتصر حسن باشا بالقتال ضد جيش من النمساويين أكبر بعشر مرات من جيشه مع العديد من الحيل الماكرة العسكرية، وترقي إلى رتبة الوزير.

## توأمة
لناجيكانيزسا اتفاقيات توأمة مع كل من:
- Puchheim [الإنجليزية]‏
- كوفاسنا
- تشاكوفيتش
- سالو
- Kanjiža [الإنجليزية]‏
- عكا
- Gleisdorf [الإنجليزية]‏
- شيجياتشوانغ
- كازنلاك
- كونيغزيه
- تولياتي (يونيو 1998 - )

## معرض صور

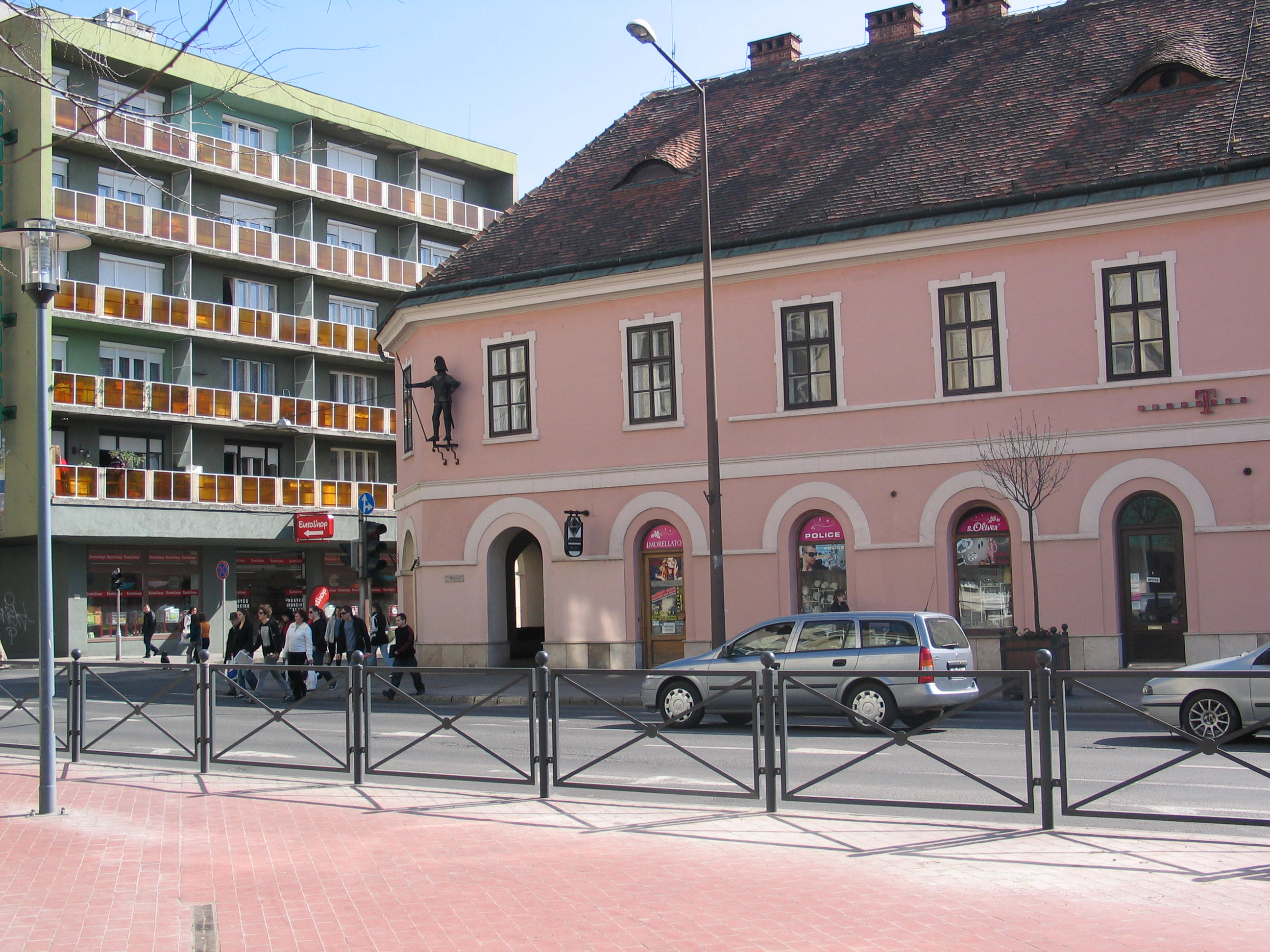
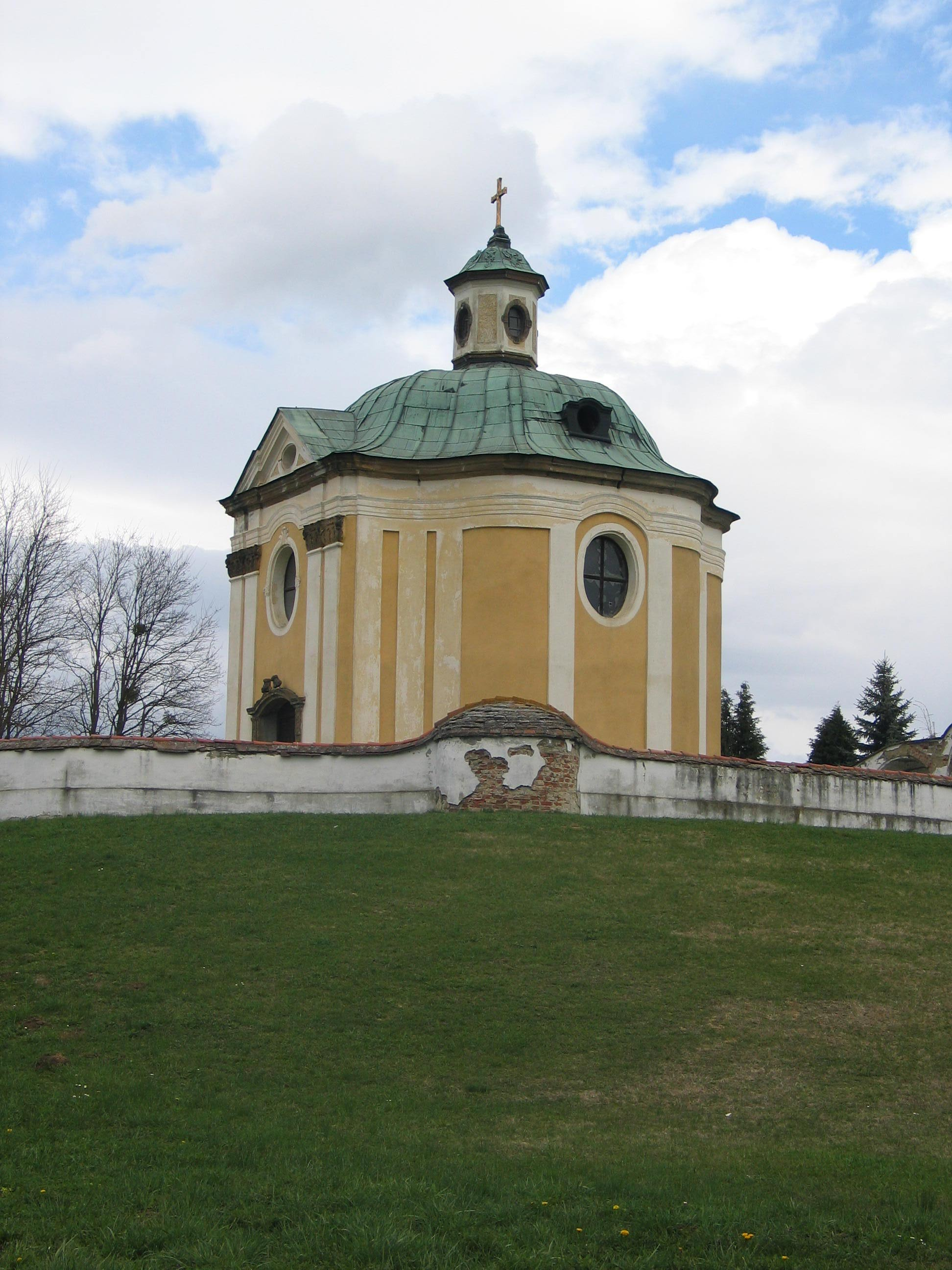
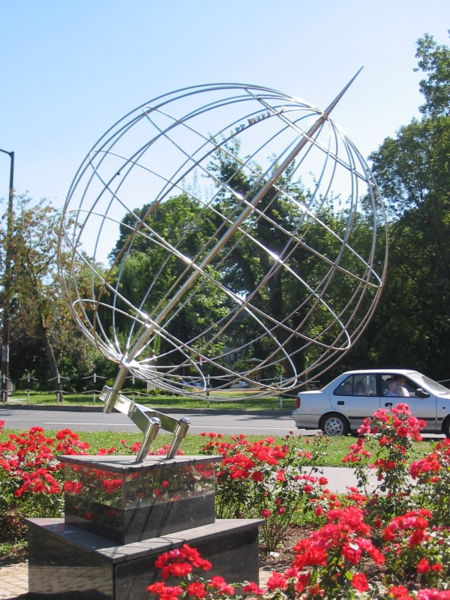
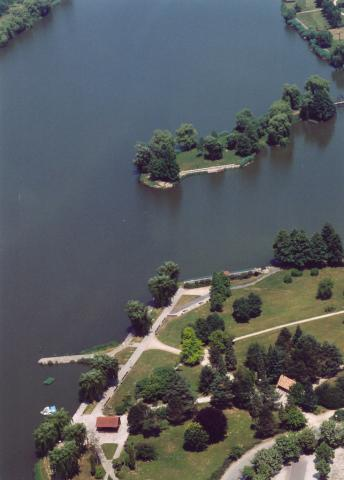
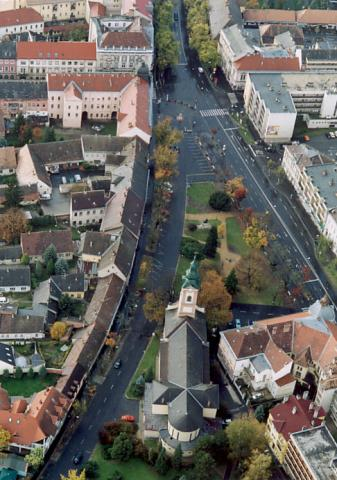
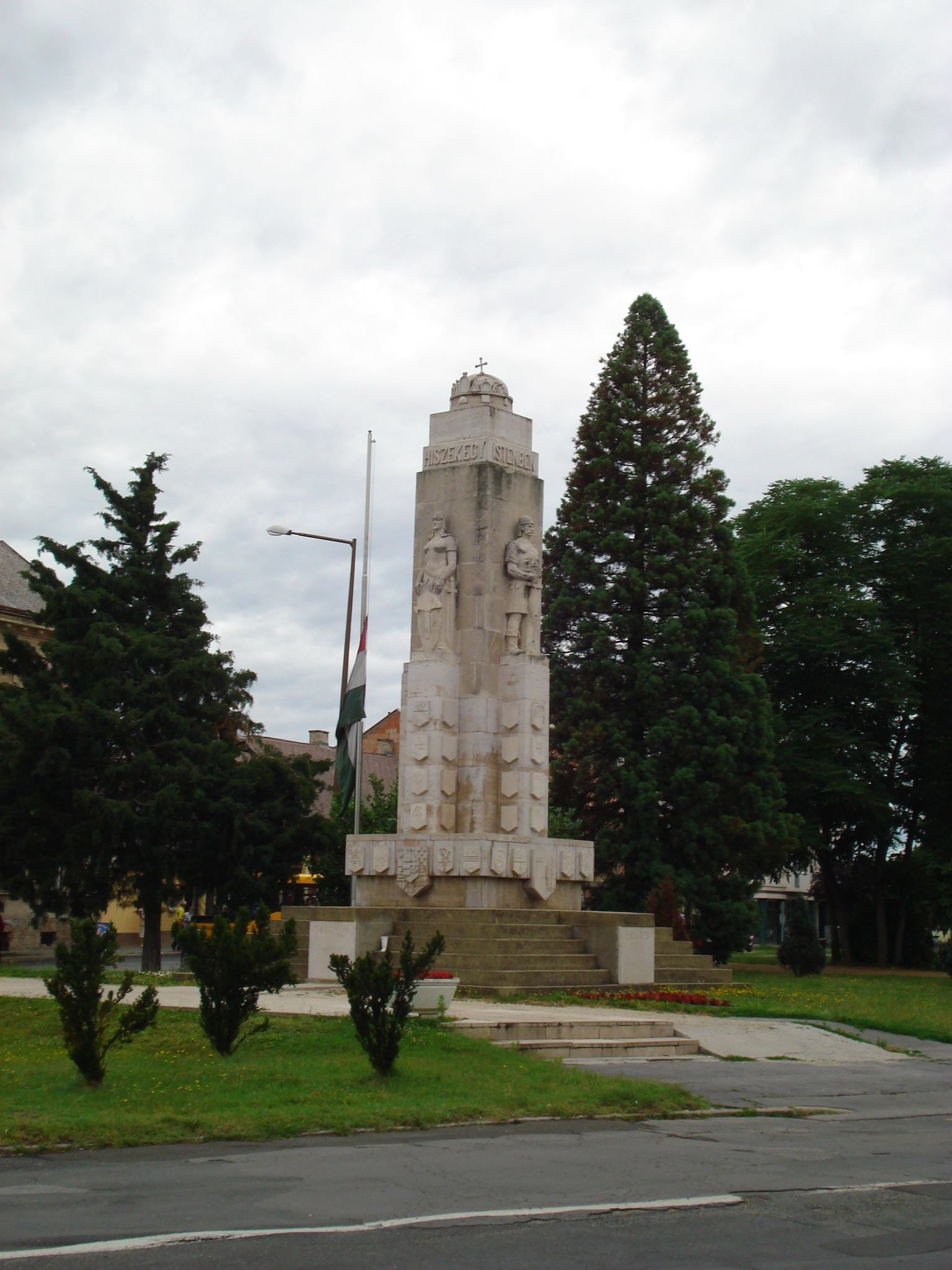

## أعلام
- إستر سيتي
- دايفيد بال
- غابور زابو
- بياتا سيتي
- كورنيل دافيد